# Lane Garrison
Lane Edward Garrison (ur. 23 maja 1980 w Dallas) – amerykański aktor, występował w roli Tweenera w serialu Skazany na śmierć.

## Życiorys

### Wczesne życie
Lane Garrison wychował się i spędził swoje życie w Richardson (Teksas). 
W wieku 17 lat aktor po wielu kłótniach z matką opuścił dom rodzinny. Wówczas zwrócił się do Joe Simpsona, który był menedżerem i ojcem gwiazd muzyki pop: Jessiki i Ashlee Simpson. Garrison zamieszkał przez rok wraz z rodziną Simpsonów i dzięki Joe Simpsonowi porzucił swoje wcześniejsze zajęcia i zaczął „normalne” życie. Jego pierwszą pracą była rola w reklamie plecaków, za którą zarobił aż 3 500 $.

### Edukacja
Skończył szkołę imienia J.J. Pearce’a w 1998 roku i gdy tylko stał się pełnoletni, wyjechał do Los Angeles z ambicjami, aby zostać aktorem.

### Problemy z prawem oraz wyrok
2 grudnia 2006 roku Garrison spowodował wypadek samochodowy pod wpływem alkoholu (z raportu policyjnego wynikało, iż aktor miał podwójnie przekroczony dopuszczalny limit poziomu alkoholu we krwi) oraz kokainy. W samochodzie razem z nim było troje nastolatków-fanów, których poznał tamtejszej nocy. Lane znacznie przekroczył prędkość, wjechał w drzewo i dachował. 17-letni student Vahagn Setian zmarł w szpitalu Cedars Sinai Medical Center, natomiast dwie 15-latki odniosły poważne obrażenia. 
Rodzina zmarłego chłopaka domagała się tego, aby Lane dostał najwyższą z możliwych kar.
31 października 2007 roku sąd w Beverly Hills skazał młodego aktora na 40 miesięcy pozbawienia wolności oraz 300 000 $ odszkodowania dla rodziny Setiana i dwóch pasażerek, które również zostały poszkodowane w wypadku. Przed zapadnięciem wyroku Garrison spędził 90 dni w kalifornijskim zakładzie karnym w Chino, gdzie poddawano go obserwacji psychiatrycznej.
Podczas rozprawy, która przebiegała zgodnie z planem, aktor przyznał się do wszystkich przedstawionych mu zarzutów.
Garrison odpowiadał z wolnej stopy - wpłacił kaucje wyznaczoną na 100 000 $. 
Jednak dobre sprawowanie aktora może umożliwić mu wcześniejsze opuszczenie więzienia, które może być zrealizowane około lutego 2009 roku.
W wywiadzie udzielonym magazynowi „People”, Lane mówił jak współczuje i modli się za całą rodzinę ofiary, oraz przyznał, że ma świadomość tego co zrobił, żałuje i wie, że będzie z tym żył do końca życia.

## Filmografia
| Rok       | Tytuł           | Rola                     | Szczegóły    |
| --------- | --------------- | ------------------------ | ------------ |
| 2007      | Shooter         | Donnie Fenn              |              |
| 2007      | Crazy           | Billy Garland            |              |
| 2005–2006 | Prison Break    | David „Tweener” Apolskis | 15 odcinków  |
| 2005      | Night Stalker   | Craig                    | odcinek 1x03 |
| 2005      | Quality of Life | Michael „Heir” Rosario   |              |
| 1999      | 4 Faces         |                          |              |